# Jenny Wood-Allen
Jenny Wood-Allen (20 de novembro de 1911 — 30 de dezembro de 2010) foi uma corredora de maratona escocesa.